# Assumption (Seszele)
Assumption – mała, koralowa i jedyna zamieszkała wyspa w archipelagu Aldabra na Oceanie Indyjskim, na Seszelach. Wyspa leży około 30 km na południowy wschód od atolu Aldabra i jest częścią archipelagu Aldabra. Powierzchnia wyspy wynosi 11,07 km². W zachodniej części wyspy znajduje się mała osada ludzka otoczona drzewami Casuarina. Na południe od niej położona jest opuszczona plantacja palmy orzecha kokosowego.
Na wyspie znajduje się Port lotniczy Assumption (ICAO: FSAS) z betonowym pasem startowym, który zbudowany jest między dwoma wydmami piasku na południowym wschodzie od osady. Na zachodnim brzegu położona jest prawie 5 km piaszczysta plaża.